# 天津大礼堂

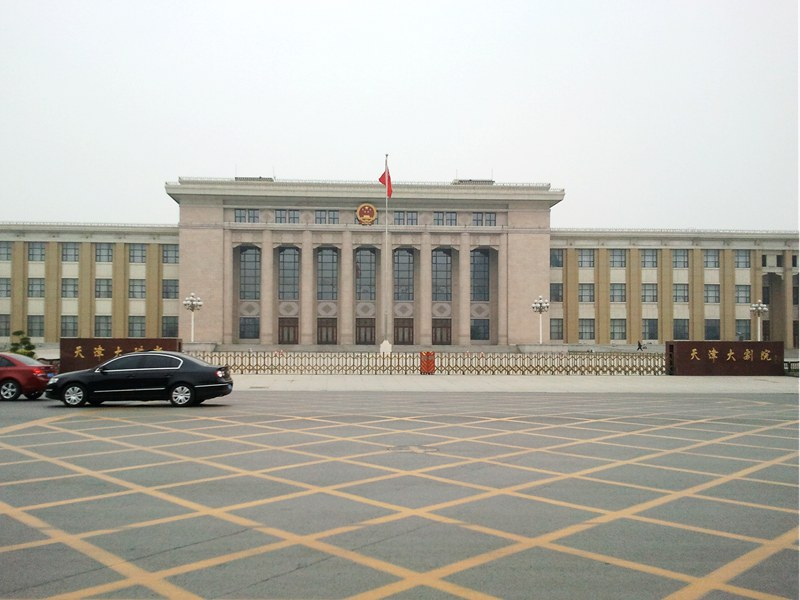
天津大礼堂

天津大礼堂，位于天津市河西区友谊路24号，文化中心西侧。始建于1959年，总建筑面积32700平方米，主要功能为接待各种会议及一般性演出，中共天津市历次党代表大会和天津市人大、政协全体会议在此召开。2002年后，天津大礼堂曾被冠名为天津大剧院至2012年，在这段时间天津大剧院与天津大礼堂属于“一个机构两块牌子”。